# كيفن ويلسون
كيفن ويلسون (بالإنجليزية: Kevin Wilson)‏ (19 أبريل 1961 المملكة المتحدة - ) هو لاعب كرة قدم أيرلندي شمالي يلعب كمهاجم.

## مسيرته الكروية
لعب كيفن ويلسون خلال مسيرته الاحترافية مع 7 أندية في ثلاثة وعشرون موسمًا وسجل خلالها 147 هدف ضمن 586 مباراة. ولم يفز بأي موسم بالكأس أو بالدوري.
خاض كيفن ويلسون مسيرته مع نادي ديربي كاونتي في موسم 1979–80 ليلعب معه ستة مواسم، مشاركًا في 122 مباراة سجل خلالها 30 هدف. ثم انتقل إلى نادي إيبسويتش تاون في موسم 1984–85 واستمر معه طيلة ثلاثة مواسم، حيث شارك في 98 مباراة سجل خلالها 34 هدفًا. لينتقل بعدها إلى نادي تشيلسي في موسم 1987–88 ليلعب معه خمسة مواسم، مشاركًا في 152 مباراة سجل خلالها 42 هدفًا. ثم انتقل إلى نادي نوتس كاونتي في موسم 1991–92 واستمر معه طيلة ثلاثة مواسم، مشاركًا في 69 مباراة سجل خلالها 3 أهداف. هذا وانتقل لاحقًا إلى نادي والسول في موسم 1994–95 واستمر معه طيلة ثلاثة مواسم، مشاركًا في 125 مباراة سجل خلالها 38 هدفًا. ثم انتقل بعدها إلى نادي نورثامبتون تاون في موسم 1997–98 ولمدة موسمين، مشاركًا في 15 مباراة ولم يسجل أي هدف.

## روابط خارجية
- كيفن ويلسون على موقع الاتحاد الأوربي (الإنجليزية)
- كيفن ويلسون على موقع ناشيونال فوتبول تيمز (الإنجليزية)
- كيفن ويلسون على موقع Soccerbase.com (لاعب) (الإنجليزية)
- كيفن ويلسون على موقع Soccerbase.com (مدرب) (الإنجليزية)